# Viguiera michoacana
Viguiera michoacana là một loài thực vật có hoa trong họ Cúc. Loài này được (B.L.Turner & F.G.Davies) McVaugh miêu tả khoa học đầu tiên năm 1984.